# Lycoriella farri
Lycoriella farri là một ruồi trong họ Sciaridae, thuộc chi Lycoriella. Loài này được Shaw miêu tả khoa học đầu tiên năm 1953.